# Człowiek, który wiedział za dużo (film 1956)
Człowiek, który wiedział za dużo – amerykański dreszczowiec z 1956 w reżyserii Alfreda Hitchcocka z Jamesem Stewartem i Doris Day w rolach głównych. Film jest traktowany czasem jako remake wcześniejszego filmu Hitchcocka z 1934 roku pod tym samym tytułem. Film opowiada o wysiłkach rodziców chcących odzyskać porwanego syna.
Film zdobył Oscara za najlepszą piosenkę „Que Sera, Sera (Whatever Will Be, Will Be)”, którą śpiewała Doris Day.

## Obsada
- James Stewart – dr Benjamin 'Ben' McKenna
- Doris Day – Josephine Conway 'Jo' McKenna
- Brenda De Banzie – Lucy Drayton
- Bernard Miles – Edward Drayton
- Ralph Truman – inspektor Buchanan
- Daniel Gélin – Louis Bernard
- Mogens Wieth – ambasador
- Alan Mowbray – Val Parnell
- Hillary Brooke – Jan Peterson
- Christopher Olsen – Henry 'Hank' McKenna
- Reggie Nalder – Rien
- Richard Wattis – asystent kierownika
- Noel Willman – Woburn
- Alix Talton – Helen Parnell
- Yves Brainville – inspektor Policji